# Julia Franck
Julia Franck (ur. 20 lutego 1970 w Berlinie Wschodnim) – niemiecka pisarka.

## Biografia
Julia Franck jest córką aktorki Anny Franck oraz producenta telewizyjnego Jürgena Sehmischa. Przez dziewięć miesięcy przebywała z matką w obozie przejściowym dla uchodźców Berlin-Marienfelde. Następnie mieszkała na wsi na północy Niemiec. W wieku czternastu lat przeniosła się do Berlina Zachodniego, gdzie odtąd mieszkała sama.
W 1991 r. Franck zdała maturę, a następnie rozpoczęła studia prawnicze, jednak po wielomiesięcznym pobycie w San Francisco zdecydowała się studiować amerykanistykę, filozofię oraz nowożytną literaturę niemiecką na Wolnym Uniwersytecie Berlińskim. Pracowała jako m.in. jako kelnerka i pielęgniarka. W 1991 r. podjęła współpracę z niemieckim dziennikiem wydawanym w Berlinie Der Tagesspiegel. Jako niezależna dziennikarka pracowała również dla radia Nadajnik Wolny Berlin (Sender Freies Berlin). Spędziła trochę czasu w Stanach Zjednoczonych, Meksyku i Gwatemali. Obecnie mieszka z dwojgiem dzieci w Berlinie.

## Twórczość
Franck jest autorką pięciu powieści. W 1997 r. ukazała się jej debiutancka powieść Der neue Koch, a w 1999 r. powieść Liebediener (Słudzy miłości). Sławę zyskała jednak dopiero w 2000 r., kiedy tom jej opowiadań Bauchlandung (Fatalne lądowanie) został wyróżniony nagrodą telewizji 3sat. W 2003 r. opublikowała kolejną powieść Lagerfeuer. W 2004 r. otrzymała nagrodę im. Marie Luise Kaschnitz.
Za swoje teksty i książki Frank otrzymała liczne wyróżnienia, nagrody oraz stypendia. We wrześniu 2007 r. została nagrodzona Deutscher Buchpreis za powieść Die Mittagsfrau (Południca). Od 2001 r. jest członkiem niemieckiego stowarzyszenia pisarzy PEN-Zentrum Deutschland.
Książki Julii Franck zostały przetłumaczone na trzydzieścipięć języków.